# Werbekritik

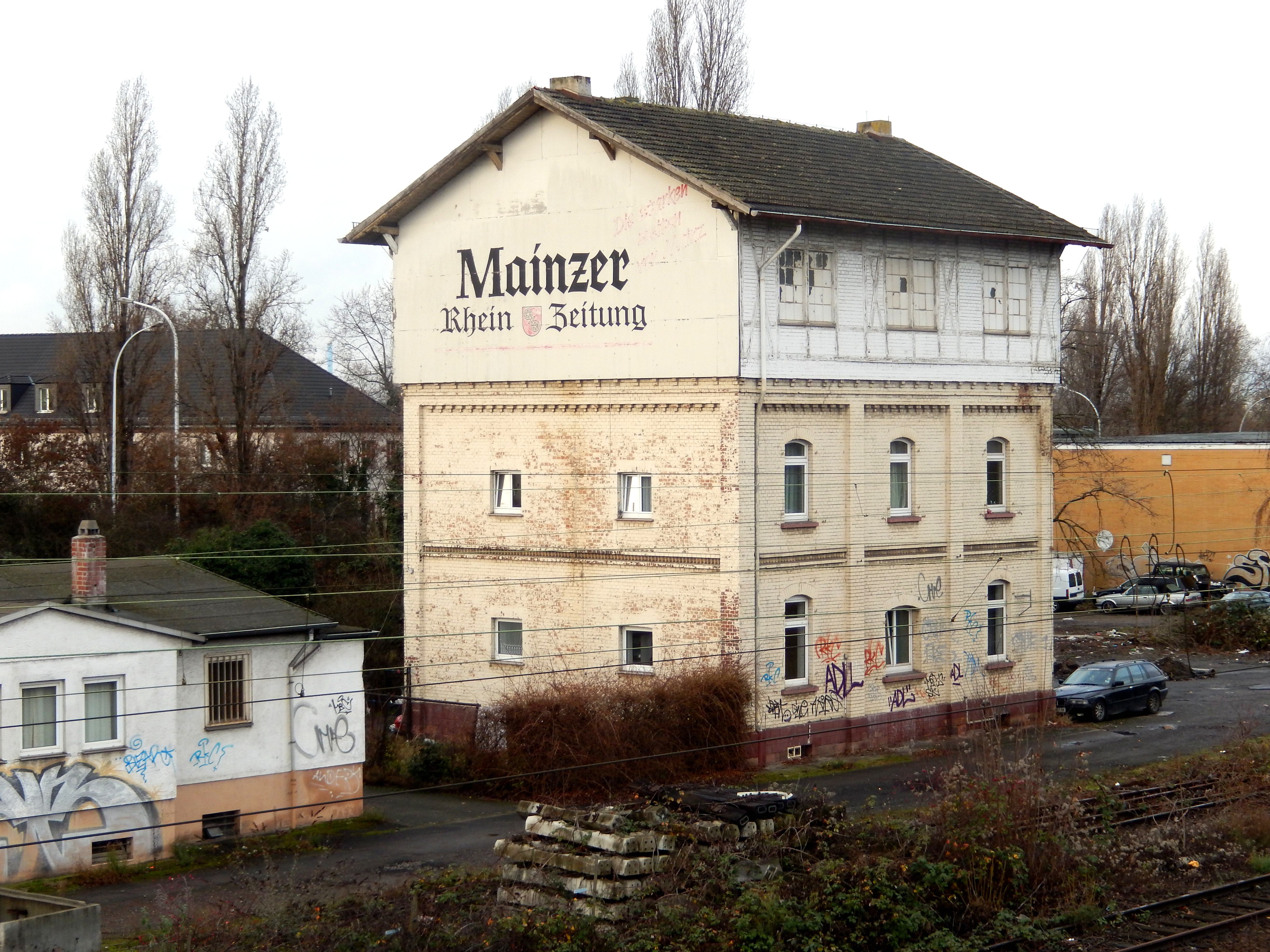
Fassadenwerbung an einem Wohnhaus in Mainz-Kastel an der Taunus-Eisenbahn für die ehemalige Mainzer Rhein-Zeitung: Nach der Aufgabe von Unternehmen und Marken ist permanent aufgetragene und deshalb schwer entfernbare Werbung an Gebäuden unerwünscht und beeinträchtigt das Erscheinungsbild von privaten Wohnungen

Als Werbekritik bezeichnet man die Kritik an der Werbung, insbesondere wird eine Kommerzialisierung aller Gesellschaftsbereiche, die Privatisierung des öffentlichen Raumes, Anheizen des Konsums und Verschwendung von Ressourcen und damit ein schädlicher Einfluss auf Lebensweisen und Umwelt vorgebracht. Die Kritik bezieht sich auf politische Aspekte (Medienabhängigkeit, Meinungsfreiheit, Zensur), finanzielle (Kosten) und ethische Aspekte (z. B. unbewusste Beeinflussung, Verlust an Privatsphäre, Anwachsen des Konsums und der Verschwendung).

## Kommerzialisierung und Verbreitung
Auf Kritik stößt die Allgegenwärtigkeit von Werbung in modernen, kommerzialisierten Gesellschaften; Menschen können sich kaum im öffentlichen Raum bewegen oder Medien nutzen, ohne sich Werbung auszusetzen. Der international bekannte Werbekritiker Kalle Lasn bezeichnet Werbung als „unter den geistigen Verschmutzungen die verbreitetste und giftigste“; in Nordamerika erreichten täglich etwa 3000 Werbebotschaften jeden einzelnen Menschen, insgesamt seien es pro Tag etwa 12 Mrd. und über 200.000 im Fernsehen. Das Agenda-Setting der Werbung dominiert die öffentliche Aufmerksamkeitsökonomie zu Lasten kommerz- und werbefreier, der Muße und Entspannung dienender Bereiche. Immer aufdringlicher wird Werbung auch in der Privatsphäre.
Es gehört zum betriebs- und volkswirtschaftlichen Standardwissen, dass die Werbung eine der Grundlagen der wachstumsorientierten, kapitalistischen Wirtschaft ist. Für den Kommunikationswissenschaftler Manfred Knoche ist Werbung notwendiges Lebenselixier für Medienwirtschaft, Wirtschaft und den Kapitalismus insgesamt. Werbung und Massenmedien erfüllen neben ökonomischen Funktionen auch die der Ideologieproduktion. Knoche beschreibt ‚Produkt- und Markenwerbung‘ als ‚Waffen‘ im Konkurrenzkampf der Warenproduzenten um die Käufer und Branchenwerbung, etwa von Automobilherstellern, als Mittel, um gemeinsame Interessen gegenüber anderen Anbietergruppen, etwa der Bahn, zu vertreten.
Nach Meinung von Christopher Lasch führt Werbung zu einer Zunahme des Gesamtkonsums in der Gesellschaft; sie diene „nicht so sehr der Bewerbung von Produkten als der Förderung des Konsums als eine Lebensart.“

### Vereinnahmung des öffentlichen Raumes
Jeder optisch wahrnehmbare Ort ist ein potentieller Werbeträger. Insbesondere Städte mit ihren Baulichkeiten, aber auch Landschaften dienen als Medien für Werbung. Neben traditionellen Plakaten werden auffälligere Orte benutzt wie zum Beispiel ganze Fahrzeugkarosserien oder Gebäudefassaden. Die fortschreitende Normalisierung aufdringlicher Werbung stumpft die Wahrnehmung ihrer Umgebung durch die Öffentlichkeit ab, wodurch laut werbekritischen Aktivisten das generelle Gefühl der Machtlosigkeit gegenüber Kreativität und Wandel verstärkt wird. Das erlaube Werbern, die Sättigung der Konsumenten durch Werbung zu steigern, ohne dass sich öffentlicher Widerstand formiert.
Öffentliche Räume werden von Werbung besetzt, insbesondere stark frequentierte, die teilweise – wie Piccadilly Circus oder Times Square – für das Image und die Identität einer Stadt wichtig sind. Dadurch werden sie, so Georg Franck, privatisiert; einige Architekten und Stadtplaner sprechen von einer Verschandelung ohne Rücksicht auf historische Strukturen. Der Architekt Hans Hollein kämpfte gegen Werbeschriften an seinen Gebäuden.

### Wirtschaftliche Abhängigkeit der Medien
Bei fast allen Massenmedien handelt es sich um Werbeträger, viele davon sind hauptsächlich Werbeträger und, mit Ausnahme des überwiegend oder vollständig gebührenfinanzierten Öffentlich-rechtlicher Rundfunk, im privaten Eigentum. Das Einkommen der privaten Medien basiert großenteils, überwiegend und manchmal ganz auf Werbeeinnahmen, wie beispielsweise bei Gratiszeitungen oder privaten Rundfunksendern, bei Zeitungen und Zeitschriften bis zu 50 bis 80 Prozent. Aber auch beim öffentlich-rechtlichen Rundfunk kann bei Werbeeinnahmen von bis zu 40 Prozent von einer Abhängigkeit gesprochen werden. Deshalb weisen Kritiker darauf hin, dass kein Medium, das Werbung verbreitet, unabhängig sein kann und je größer der Werbeanteil ist, desto höher ist auch die Abhängigkeit. Diese Abhängigkeit hat „ganz bestimmte Auswirkungen auf Art der Medieninhalte […] In der Wirtschaftspresse werden die Medien häufig genau als das bezeichnet, für das sie sich in ihren offenen Momenten ausgeben: als einen Zweig der Werbeindustrie“. Die privaten Medien unterliegen einer zunehmenden Konzentration, wobei die Besitzverhältnisse oftmals verworren oder undurchsichtig sind. Diese Entwicklung stellt laut Kritikern eine „laufende Bedrohung der demokratischen Kultur dar“. Fünf oder sechs Werbeagenturen dominieren die 400 Milliarden US-Dollar umsetzende globale Werbeindustrie; „Journalisten stehen schon lange unter dem Druck, Berichte so zu gestalten, dass sie den Werbenden oder den Eigentümern passen“, da die Gefahr des Auftragsentzuges besteht. Der Einfluss eines Werbekunden betrifft nicht nur Information über ihn oder seine Produkte selbst, sondern auch Inhalte von Sendungen und Artikeln, sogar von Beiträgen, die nicht direkt mit dem Werbekunden zu tun haben. Kritisiert wird auch die Weigerung von Medien, Werbung anzunehmen, die nicht in ihrem Interesse ist. Ein Beispiel hierfür ist die Weigerung von Fernsehstationen in den USA und Kanada, Spots von Adbusters zu verbreiten.
Im privaten Rundfunkwesen entscheidet grundsätzlich die Quote über das Programm; in den Vereinigten Staaten werden Programminhalte schon seit den 1930er Jahren von Unternehmen bestimmt, als Procter & Gamble erstmals eine Serie als Werbemedium für eine Waschmittelmarke konzipieren ließ und damit das Genre der Seifenoper schuf. In einem Beispiel unverhohlener Einflussnahme berief im Jahr 2000 der amerikanische Fernsehsender USA Network „auf der höchsten Führungsebene inoffizielle Termine ein, um zu erfahren, welche Sendeinhalte Unternehmen wünschten, damit sie ihre Werbeaufträge erteilten.“ Sendungen des Werbefernsehens werden zugeschnitten, getaktet und inhaltlich so gestaltet, dass sie auf die Bedürfnisse der Werbung passen, zum Beispiel die Einteilung in passende Abschnitte.
Für Werbekritiker besteht ein anderes wichtiges Problem darin, dass in den Medien die Grenzen zwischen Werbung und den übrigen redaktionellen Beiträgen verschwimmen, was die publizistischen Aufgaben und Freiheiten in den Augen der Kritiker gefährdet. Aufgrund dieser Abhängigkeiten ist eine öffentliche Grundsatzdebatte über Werbung und ihren Einfluss auf Information und Meinungsfreiheit erschwert. Robert McChesney stellte fest, dass die negativen Folgen der Werbung für die Demokratie „aus dem Spektrum legitimer Debatten ausgegrenzt“ würden.

### Kultur und Sport
Aufführungen, Ausstellungen, Konzerte, Kongresse und die meisten sonstigen Veranstaltungen kommen praktisch nicht mehr ohne Sponsoren aus. Durch den Rückzug der öffentlichen Hand werden Kunst und Kultur zunehmend von der Privatwirtschaft abhängig. Kunst und Kultur werden in den Dienst der Verkaufsförderung gestellt. Wo Sponsoren die Finanzierung öffentlich getragener Kultur übernehmen, kaufen sie die Dienstleistung der Attraktion. Künstler werden danach beurteilt und bezahlt, inwiefern ihre Kunst kommerzialisierbar ist.
Es gibt nur noch wenig Raum außerhalb der Konsumwirtschaft, in dem sich Kultur und Kunst unabhängig entfalten und alternative Werte verfolgen können. Für Sut Jhally führte das wirtschaftliche Bestreben, den Konsum zu maximieren, zur Übernahme von mehr und mehr Raum für Werbung in der Kultur. So seien die Massenmedien zu Vermarktungsinstanzen geworden mit dem Hauptzweck, Zuschauer und Zuhörer für die Werbung zu gewinnen. Nicht nur die vermittelte Werbung, sondern auch das tragende Programm stütze die Konsumgesellschaft. Das Filmwesen sei heute durch Strategien wie Lizenzvergaben, „Tie-ins“ (Einbindungen) und Produktplatzierungen völlig integriert. Eine wichtige Funktion vieler Hollywoodproduktionen liege heute im Verkauf von Waren, was Einfluss auf die Realisierbarkeit von Filmen hat.
Aufgrund der Knappheit öffentlicher Mittel wetteifern Galerien, Museen und Orchester um Sponsoren. Städte wie New York, akzeptieren Sponsoren für öffentliche Spielplätze. Der Bildungsbereich, insbesondere Schulen und Universitäten, steht unter starkem Druck, sich der Wirtschaft und ihren Interessen zu öffnen.
Leistungssport ist ohne Sponsoring undenkbar geworden und es besteht eine gegenseitige Abhängigkeit. Einerseits können hohe Werbeeinnahmen nur bei entsprechendem Zuschauerinteresse erzielt werden. Andererseits führen schlechte Leistungen der Sportler zu sinkenden Zuschauerzahlen und damit zu weniger Einnahmen. Jürgen Hüther und Hans-Jörg Stiehler sprechen von einem Sport/Medien-Komplex als Aggregat von Medien, Agenturen, Management und Sportveranstaltern mit teils gemeinsamen, teils divergierenden, auf jeden Fall aber kommerziellen Interessen. Übertragungsrechte, Sponsoring und Merchandising im Profisport tätiger Verbände und Vereine übertreffen an Einnahmen den Verkauf von Eintrittskarten. Die Abhängigkeit von Werbeeinnahmen hat den Sport verändert; Trendsportarten wurden in die Olympischen Spiele aufgenommen, Wettkampfdistanzen und Regeln geändert, Sportstadien nach Konzernen benannt und ein Starkult um Sportler aufgebaut. Die „Anpassung an die Logik der Medien“ bringt laut Jürgen Hüther und Hans-Jörg Stiehler sportliche Werte wie Chancengleichheit und Fairness in Gefahr und sorgt für eine mögliche Überforderung der Sportler durch öffentlichen Druck, der zu Manipulation wie Doping führen könne.

## Psychologische Beeinflussung
Das wichtigste Element der Werbung ist nicht die Information, sondern Suggestion. Dabei macht sich Werbung Triebe (Sexualtrieb, Herdentrieb), Wünsche (Glück, Gesundheit, Fitness, Aussehen, Selbstwertgefühl, Ansehen, Zugehörigkeit, sozialer Rang, Identitätsstiftung, Abenteuer, Ablenkung, Belohnung), Ängste (Krankheit, Schwächen, Einsamkeit, Mangel, Sicherheit), Vorurteile oder Bequemlichkeiten zunutze. Die Attraktivität von Prominenten und anderen Werbefiguren wird ausgenutzt, es wird gezielt Humor eingesetzt sowie emotionsbesetzte Assoziationen. Es handelt sich um Faktoren der Selbstwertschätzung, laut Georg Franck trete Werbung damit in die Rolle einer „Lebensberatung in Sachen Attraktivität“, die Christopher Lasch als Ausdruck einer „Kultur des Narzissmus“ versteht. Da sich Werbung laut dem Kulturgeographen Ray Hudson „wesentlich auf psychologische Theorien wie man Subjekte schafft“ stützt, hat sie sich von der einfachen Vorstellung der materiellen Eigenschaften des verkauften Objekts entfernt und wird selbst bei banalen Alltagsgütern mit „symbolischen Qualitäten und kulturgeschwängerten Bedeutungen erfüllt“, um „massenproduzierte Vorstellungen von Individualität“ zu entfalten.
Ehe es zu einer Werbeaktion kommt, muss die Marktforschung die Zielgruppe kennen und beschreiben, um die Werbekampagne genau planen und umsetzen zu können und um die bestmöglichen Ergebnisse zu erzielen. Ein ganzes Spektrum von Wissenschaften befasst sich direkt mit Werbung und Marketing und wird dazu verwendet, deren Wirkungen zu verbessern. Robert McChesney bezeichnet es als „den größten konzertierten Versuch einer psychologischen Manipulation in der Menschheitsgeschichte“. Zielgruppen, Psychologen und Kulturanthropologen sind zwangsläufig Teil der Marktforschung. Große Mengen von Personendaten vor allem zu Einkaufsgewohnheiten werden elektronisch mit Hilfe von Kreditkarten, Bonuskarten und nicht zuletzt über das erfasste Internetverhalten von Konsumenten gesammelt, aufbereitet und analysiert. Mit zunehmender Genauigkeit liefert diese Arbeit ein Bild über das Verhalten, die Wünsche und die Schwächen bestimmter Bevölkerungsschichten, die dadurch gezielter und effektiver beworben werden können.

## Sozio-kulturelle Auswirkungen, Sexismus, Diskriminierung, Stereotype
Werbekritiker betrachten Werbung als den zentralen Sinnstifter in der westlichen Kultur. Sut Jhally und James Twitchell gehen so weit, Werbung als eine Art Religion zu bezeichnen und dass Werbung die Religion als Schlüsselinstitution sogar abgelöst hat. Die Auswirkungen sind ungeklärt; Kalle Lasn nannte „Konzernwerbung … das größte psychologische Einzelexperiment“ der Geschichte und setzte sie in Bezug zu Bewusstseinssteuerungs-Experimenten wie MKULTRA, die in den Vereinigten Staaten in der Nachkriegszeit durchgeführt wurden und die teilweise schwere psychische Schädigungen ergeben hatten. Hans Jürgen Richter hat auf die Gefahr hingewiesen, dass „Menschen zu jedem denkbaren Verhalten gebracht werden können“, wenn es gelinge, „das entsprechende soziale Feld zu erzeugen“, weshalb es darauf ankommt, welche Werte, Verhaltensmuster und Wertzuweisungen Werbung propagiert. Werbekritiker meinen, dass „unsere wertvollsten immateriellen Besitztümer, nämlich das Vertrauen in den Bestand von sinnvollen Zwecken menschlicher Aktivität und Respekt vor der Integrität des Menschen,“ zerstört würden. Werbung bediene sich der Sprache und Mittel der Pop-Kultur, Protestbewegungen und sogar der subversiven Kritik und scheue nicht zurück vor Skandalisierungen und Tabubrüchen. Die „suggestive Beeinflussung von Informationsfeldern in der Öffentlichkeit“ gehöre deshalb zu den zentralen Aufgaben eines Unternehmens.
In der Werbung werden häufig stereotype Rollen, insbesondere geschlechtsspezifische, dargestellt und vorhandene Klischees verfestigt. Daher meinen Kritiker, dass durch Werbung Sexismus, Rassismus und Vorurteile gegen alte Menschen gefördert werden. So werden Tätigkeiten oder Eigenschaften als typisch weiblich oder männlich dargestellt, Menschen auf ihre Sexualität oder ihren Körper reduziert. Ein großer Teil der Werbung bewirbt Produkte, die mit dem Aussehen von Menschen zu tun haben (in der Vergangenheit überwiegend Frauen). Insbesondere auf Mädchen und Frauen üben Medien dadurch einen hohen Druck aus, einem vorgegebenen Schönheitsideal zu entsprechen, was Essstörungen, Selbstverletzungen und Drang zu Schönheitsoperationen zur Folge haben kann. Das EU-Parlament hat 2008 einem Entschließungsantrag zugestimmt, dass Werbung nicht diskriminierend und entwürdigend sein darf. Die Sensibilisierung der Öffentlichkeit bezüglich sexistischer oder herabwürdigender Werbung ist derzeit noch fast ausschließlich auf Frauen fokussiert.
Die Werbung richtet sich insbesondere an junge Menschen und Kinder, die damit zunehmend auf ihren Konsumentenstatus reduziert werden. Der Markt der Kinder und Jugendlichen ist der „Vorreiter für Ad-creep“, weil dort der Widerstand gegen die Werbung am schwächsten ist. Einerseits sind Kinder und Jugendliche aufgrund ihrer Kaufkraft für die Wirtschaft interessant, andererseits aufgrund ihres Einflusses auf das Kaufverhalten ihrer Eltern. Aufgrund ihrer leichteren Beeinflussbarkeit sind Kinder und Jugendliche für die Werbewirtschaft eine besonders begehrte Zielgruppe. Nicht nur die Hersteller von Spielzeug, Süßigkeiten, Speiseeis, Frühstückskost und Sportartikeln richten ihre Werbung mit Vorliebe an sie. Auch die Werbung für Erwachsenenprodukte wendet sich gleichzeitig an die Nachwuchskonsumenten und bevorzugt Medien als Werbeträger, mit denen die Jüngeren erreicht werden können. Zigaretten beispielsweise werden „als Modebestandteil benutzt“, um junge Menschen anzusprechen. Der Kinder-Zeichentrickfilm Foodfight zeigt Tausende von Lebensmittelprodukten und Markenikonen aus dem Supermarkt. Marken und Figuren aus der Werbung werden zu Helden in Kinderbüchern, und viele dieser Bücher haben „Snackmahlzeiten in führenden Rollen“. Kinder bringen Markenerwartungen hervor und sind es bereits gewohnt, als Konsumenten angesprochen zu werden. Die Treue des Kindes übersetzt sich in Treue zur Marke, wenn es erwachsen ist.

## Opposition und Aktionen gegen Werbung

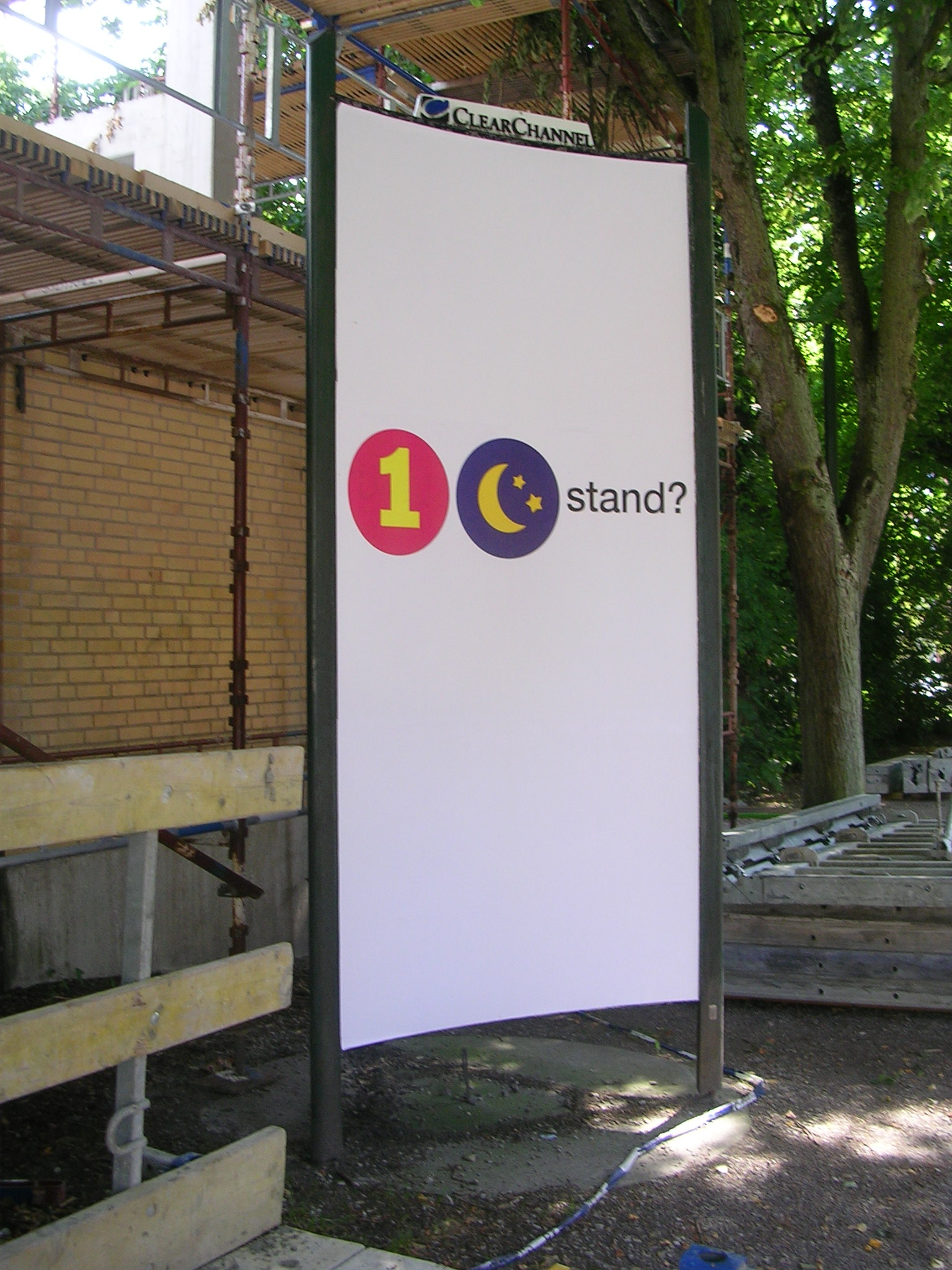
Billboard in Lund, Schweden: One Night Stand? (2005)

Verbraucherschutzverbände, Umweltschutzgruppen, Globalisierungsgegner, Konsumkritiker, Soziologen, Medienkritiker, Wissenschaftler und viele andere Personen und Gruppen befassen sich mit den negativen Auswirkungen der Werbung. Sie bemängeln die völlige Vereinnahmung des öffentlichen Raumes, von Flächen, Äther, Medien und Schulen und die nahezu pausenlose Berieselung der Sinne mit Werbebotschaften. Die Schädlichkeit der Werbung wird nach Auffassung der Kritiker nicht ausreichend erkannt, vor allem in den Medien und der politischen Kultur. Eine Sensibilisierung für die problematischen Seiten der Werbung ist laut Aktivisten dringend erforderlich, um „die durchdringende Entfremdung von allen echten menschlichen Bedürfnissen“ zu überwinden, mit der Werbung die Gesellschaft zersetze. Der Widerstand gegen sie werde jedoch dadurch erschwert, dass sie zu den Bedingungen des monopolistischen Wettbewerbs innerhalb des Kapitalismus gehöre (Arthur Cecil Pigou) – man müsse sich also der Logik dieses Wirtschaftssystems widersetzen.
Ausdruck des Bedürfnisses nach Schutz vor übermäßigem Werben sind Robinsonlisten, Spamfilter, Fernseh-Zapping, Werbeblocker und Briefkastenaufdrucke „keine Werbung bitte“. Immer mehr Gerichte befassen sich mit aufdringlicher Werbung.
Viele Gebietskörperschaften und einige Metropolen wie Moskau haben zum Schutz des Stadt- oder Landschaftsbildes übermäßig große Werbetafeln verboten; die Initiative Scenic America schätzt die Anzahl solcher Gebietskörperschaften in den Vereinigten Staaten auf mindestens 1.500. In den US-Bundesstaaten Vermont (1970er), Hawaii (1920er), Maine (1970er/frühe 1980er) und Alaska (Referendum 1998) wurden alle Werbetafeln entfernt. In São Paulo, Brasilien, wurde in den 2000er Jahren die Verkleinerung oder Entfernung aller Werbetafeln sowie der meisten anderen Werbeformen in der Stadt angeordnet.
In vielen Ländern haben sich Graswurzelbewegungen gegen bestimmte Arten von Werbung etabliert. Insbesondere in Frankreich ist diese Bewegung sehr ausgeprägt („antipub“), wo sich beispielsweise der Medientheoretiker Jean Baudrillard kritisch mit Werbung auseinandersetzte. International sind unter anderem die Globalisierungskritikerin Naomi Klein und der Linguistiker Noam Chomsky hervorgetreten. Klein kritisiert in ihrem Buch No Logo die von Konzernen erzeugte Gier nach Markenartikeln. Manchmal überschneiden sich ihre Bestrebungen mit Aktionen gegen die grundsätzliche Kommerzialisierung aller Lebensbereiche oder den Markenfetischismus. Einzelne Gruppen unter den Umweltschützern und Globalisierungsgegnern, insbesondere Adbusters, haben sich dem Ziel der Aufklärung über die Werbung verschrieben. Mit Aktionen wie dem Culture Jamming verschaffen sie sich Gehör, häufig mit den Mitteln der Werbung, die sie ins Gegenteil oder Lächerliche verkehren. Hierzu zählt zum Beispiel die Kommunikationsguerilla. In den USA, Kanada, Frankreich und anderen Ländern gibt es zahlreiche Gruppierungen, die sich auf lokaler Ebene gegen Werbung wenden, so zum Beispiel die Billboard Liberation Front Creative Group in San Francisco.
In Deutschland hat sich eine einzelne Initiative Hamburg Werbefrei etabliert.

### Schutz von Kindern und Jugendlichen
Speziell auf Kinder zugeschnittene Werbung wird seit den 1950er Jahren genutzt. In dieser versuchten die Werbetreibenden beispielsweise gezielt den Pester Power genannten Einfluss der Kinder auf das Kaufverhalten ihrer Eltern zu aktivieren.
Die teils sehr aggressiv auf Kinder und Jugendliche ausgerichteten Werbeformen führten in vielen Staaten ab Ende der 1960er Jahre zu einem Wunsch nach gesetzlichen Beschränkungen. 1980 wurde in der kanadischen Provinz Québec Werbung für Kinder unter 13 verboten. Nach einer Klage durch ein Spielzeugunternehmen bestätigte das Gericht die Übereinstimmung des Quebec Consumer Protection Act mit der kanadischen Verfassung, da Werbung „per se manipulativ“ sei. In Schweden wurde 1991 ein Gesetz verabschiedet, das Radio- und TV-Werbung verbietet, die sich an Kinder unter zwölf Jahren richtet. Während des Kinderprogrammes ist jede Art von Werbung untersagt. Dies gilt auch für Dänemark, Österreich und Flämisch-Belgien. In Griechenland darf von 7 bis 22 Uhr nicht für Kinderprodukte geworben werden und in Norwegen ist Werbung für Kinder bis zu zwölf Jahren generell verboten. In den USA scheiterte ein Werbeverbot, weil sich die Konzerne auf das Recht der freien Meinungsäußerung beriefen. In Spanien scheiterte ein Werbeverbot, da es undemokratisch sei.
In einigen Ländern entstanden Organisationen, die sich der Medienkompetenz widmen, insbesondere für Kinder, um Einsicht in die Funktionsweisen der Medien und der Werbung zu geben (siehe Medienkritik). Initiativen, die Kinder vor schädlichen Werbeeinflüssen schützen sollen, sind auch von Unternehmen ins Leben gerufen und bezahlt worden. Hierzu gehören in den USA The Advertising Educational Foundation, die 1983 mit Unterstützung von Werbeagenturen, Unternehmen und Medienunternehmen gegründet wurde. Nach eigener Darstellung handelt es sich um „den Ausstatter und Verteiler von Bildungsmaterial, um das Verständnis von Werbung und ihrer Rolle in der Kultur, Gesellschaft und Wirtschaft bereichern“, und wird von zahlreichen großen Unternehmen unterstützt. Kanadische Unternehmen gründeten 1990 mit etwa 50 privaten Rundfunkanstalten Concerned Children’s Advertisers (CCA), „um Vertrauen in Werbung zu wecken, indem wir aktiv unsere Verpflichtung, Sorge, Verantwortung und unseren Respekt für Kinder demonstrieren.“ CCA war Vorbild für ähnliche Initiativen in anderen Ländern, zum Beispiel Media smart in Großbritannien mit Ablegern in Deutschland, Frankreich, den Niederlanden und Schweden. Neuseeland hat eine ähnliche Organisation unter dem Namen Willie Munchright. Unter Werbekritikern sind diese Initiativen umstritten, weil damit die für die Probleme verantwortlichen Akteure sich als Teil der Lösung präsentieren.

### Werbung und Grundrechte: Ausdruck der Meinungsfreiheit oder Eingriff in die Privatsphäre
Befürworter von Werbung versuchen diese mit dem Hinweis auf das in liberalen Demokratien geltende Recht auf freie Meinungsäußerung zu legitimieren, weshalb Werbekritik oder Einschränkungsversuche als Angriff auf die Grundrechte bezeichnet und insbesondere in den Vereinigten Staaten vor Gericht gebracht werden. Solche rechtlich umkämpften Einschränkungen wurden beispielsweise in der Tabak- und Alkoholwerbung gegen starke Widerstände durchgesetzt. Robert McChesney sieht die Machtfülle der werbetreibenden Unternehmen als demokratiebedrohend und daher die Möglichkeit der Bevölkerung, ihre eigenen Rechte in diesem Ungleichgewicht auszuüben, bedroht.
Werbekritiker verweisen darauf, dass Werbung in die Privatsphäre der Menschen eindringt und Kundendaten gezielt sammelt und nutzt, bei der es sich ebenfalls um ein Grundrecht handelt.